# Нахимовская, Зара
Зара Ицхоковна Нахимовская (в замужестве Кавнатская; род. 6 июня 1934, Даугавпилс, Латвия) — латвийская советская шахматистка, четырёхкратная победительница чемпионата Латвийской ССР среди женщин. Мастер спорта СССР (1967).

## Карьера шахматистки
Зара Нахимовская была одной из лучших шахматисток Латвии в пятидесятые и шестидесятые годы XX века. Ей первой удалось прервать выигрышную серию Милды Лауберте в чемпионатах Латвии и завоевать титул чемпионки в 1958, 1959, 1961 и 1962 годах. Также в активе Нахимовской серебряные медали в 1954, 1956, 1964 и 1969 годах, и бронзовые медали в 1960 и 1966 годах. Зара Нахимовская успешно выступала в личных чемпионатах СССР среди женщин — она победила в полуфинале в Иркутске и играла в финалах в 1959, 1962 и 1963 годах.
Зара Нахимовская представляла Латвию на командных первенствах СССР по шахматам в 1955, 1959, 1960 и 1962 годах, и выступала за латвийскую команду «Даугава» в розыгрыше командного кубка СССР в 1954, 1961, 1964 и 1968 годах. В командных соревнованиях обычно играла на первой женской доске.

## Личная жизнь
Зара Нахимовская окончила Рижский медицинский институт и работала фармацевтом. Вышла замуж за мастера ФИДЕ Валентина Кавнатского, сына шахматного композитора Исаака Ильича Кавнатского (1911—2009). В январе 1978 года вместе с мужем и сыном Евгением переехала на постоянное место жительство в США. Живёт в Уэст Блумфилде, штат Мичиган.
В США работала химиком, запатентовала два разработанных ею лубриканта (1991—1992).